# Provida mater ecclesia

Wappen Papst Pius’ XII.

Die Apostolische Konstitution Provida mater ecclesia („Die vorausschauende Mutter Kirche“; 2. Februar 1947) von Papst Pius XII. trägt den Untertitel „Über das Ordenswesen“ und beinhaltet die Bestimmungen über die kanonischen Stände und weltlichen Institute.

## Über die Säkularinstitute
Papst Pius XII. hat mit dieser Konstitution eine neue Form des geweihten Lebens geschaffen: die Säkularinstitute oder Weltgemeinschaften. In ihnen sollen Laien und Priester ein gottgeweihtes Leben, unter den Bedingungen der heutigen Gesellschaft, führen. Sie verzichten also auf die üblichen schützenden Formen des Ordenslebens  und der Klöster, um in der Welt den Menschen vorzuleben, was Christsein heißt. Paul VI. hat sie deswegen „Versuchs-Laboratorien“ genannt, „in denen die Kirche die konkreten Möglichkeiten ihrer Beziehung zur Welt testet“. Es wird die Lebensform in einem Säkularinstitut kirchlich anerkannt, dieses heißt, dass auch das Leben in einem Säkularinstitut neben dem Leben in einem Kloster als Ordenschrist, als Priester oder in einer Ehe zur Heiligkeit führen kann.

## Weitere Regelungen
Insgesamt werden mit dieser Konstitution drei Texte veröffentlicht – 12. März 1948 Motu Proprio „Primo Feliciter“ und 19. März 1948 Instruktion „Cum Sanctissimus“ – die die grundlegende Gesetzgebung der Institute und das sie bezügliche Recht bestimmen. Für die Kirche ist es die Bestätigung, die im Codex des Kanonischen Rechts von 1983 aufgenommen wurde.

## 60. Jahrestag 2007
Für Papst Benedikt XVI. ist diese Apostolische Konstitution eine neue Form der Weihe, nämlich die Weihe von Laien sowie die Weihe von Diözesanpriestern, die dazu berufen sind. Sie ist so bedeutend, weil erstmals das gottgeweihte Leben in der Welt als eigenständige Berufung, anders als das Ordensleben, anerkannt worden war.

## Anmerkung
Ebenfalls  „Provida mater Ecclesia“ heißt die Instruktion der Sakramentenkongregation über die Behandlung der Ehenichtigkeitssachen an den Diözesangerichten vom 15. August 1936.